# Kadina Luka
Kadina Luka (en serbe cyrillique : Кадина Лука) est un village de Serbie situé dans la municipalité de Ljig, district de Kolubara. Au recensement de 2011, il comptait 436 habitants.

## Démographie
| 1948 | 1953 | 1961 | 1971 | 1981 | 1991 | 2002 | 2011 |
| ---- | ---- | ---- | ---- | ---- | ---- | ---- | ---- |
| 867  | 874  | 791  | 738  | 669  | 575  | 508  | 436  |

|  |